# Tschetschenische Republik Itschkerien
Als Tschetschenische Republik Itschkerien (russisch Чеченская Республика Ичкерия, tschetschenisch Нохчийн Республика Ичкери) bezeichnete sich ab 1991 der von tschetschenischen Separatisten ausgerufene, international nur von der Ukraine anerkannte unabhängige Staat, der ab seiner Niederschlagung durch russische Truppen 1999 eine aus dem Untergrund aktive militante Gegenregierung zur Tschetschenischen Republik der Russischen Föderation darstellte. Seit der letzte Präsident der Separatisten 2007 das Aufgehen der Republik Itschkerien in dem von ihm ausgerufenen Kaukasus-Emirat verkündete, wird die bisherige Bezeichnung von einer kleineren Gruppe Tschetschenen als Bezeichnung für ihre Exilregierung weitergeführt.

## Geschichte
Am 2. November 1991, kurz vor dem Zerfall der Sowjetunion am 25. Dezember, erklärte sich das neugewählte Parlament der bisher an die Russische SFSR der Sowjetunion gebundenen Autonomen Sozialistischen Sowjetrepublik (ASSR) Tschetscheno-Inguschetien, für unabhängig und ernannte Wahlsieger Dschochar Dudajew zum ersten Präsidenten der ausgerufenen Tschetschenischen Republik Itschkerien. Ermutigt von der Reformpolitik des Präsidenten der Sowjetunion, Michail Gorbatschow, und den Unabhängigkeitsbewegungen im Baltikum, hatte sich im Mai 1990 mit der Vainachischen Demokratischen Partei die erste politische Partei mit dem erklärten Ziel der tschetschenischen Unabhängigkeit gegründet.
Die Unabhängigkeitserklärung erfolgte auf rechtlicher Basis des im April 1990 von Gorbatschow unterschriebenen Gesetzes Nr. 1457-I der Sowjetunion Über die Abgrenzung der Vollmachten zwischen der UdSSR und den Subjekten der Föderation, das die Autonomen Sowjetrepubliken in den Status „sowjetischer sozialistischer Staaten“ erhob, womit die Unabhängigkeitsbestrebungen der 15 Unionsrepubliken geschwächt werden sollten, denen die autonomen Republiken zuvor untergeordnet waren. Dieses Gesetz und damit die Unabhängigkeit Tschetscheniens wurde jedoch in der Folge von Russland nicht anerkannt. International erhielt die politisch unabhängige Gegenregierung Tschetscheniens keine bedeutende Wertschätzung. Die einzigen Ausnahmen waren Georgien in der Regierungszeit von Swiad Gamsachurdia zwischen 1991 und 1992 und das Islamische Emirat Afghanistan (die Talibanregierung wurde jedoch von Itschkerien nicht anerkannt).
Nach dem Ende des ersten Tschetschenienkrieges unterzeichneten Boris Jelzin, Präsident der Russischen Föderation, und Aslan Maschadow, Präsident der Republik Itschkerien, am 12. Mai 1997 einen Friedensvertrag, der zwar die Eigenstaatlichkeit des Landes nicht bestätigte, aber de facto die Regierung der Rebellen als Verhandlungspartner akzeptierte. Der Angriff tschetschenischer Islamisten unter Schamil Bassajew 1999 auf die Nachbarrepublik Dagestan brach allerdings den fragilen Frieden.
Im Oktober 1999 wurde die Existenz des de facto unabhängigen Staates mit dem Einmarsch russischer Truppen im Zweiten Tschetschenienkrieg beendet. Die Rebellenbewegung in Tschetschenien hielt allerdings noch an dem Terminus Tschetschenische Republik Itschkerien fest – im Gegensatz zur von Moskau gestützten Regierung unter Achmad Kadyrow, welche lediglich den Begriff Tschetschenische Republik verwendete. Der Gegenpräsident war Aslan Maschadow, der 2005 von russischen Spezialeinheiten in Tschetschenien getötet wurde. Sein Nachfolger Scheich Abdul Halim Sadulajew verbündete sich mit dschihadistischen Gruppierungen im gesamten Nordkaukasus und schloss sich der Kaukasischen Front an. Er wurde durch russische Truppen während einer Operation in seiner Heimatstadt Argun getötet. Als sein Nachfolger galt zunächst der Feldkommandant der Rebellen Doku Umarow. Mit dessen Ausrufung des Kaukasus-Emirats im Oktober 2007 galt die Republik Itschkerien als aufgelöst.
Teile der tschetschenischen Separatistenbewegung, die mit der Ausrufung des Kaukasus-Emirats nicht einverstanden waren, sagten sich in der Folge von Umarow los und führten die Bezeichnung „Tschetschenische Republik Itschkerien“ für ihre Exilbewegung weiter. Ihr Anführer ist der seit 2001 in Großbritannien lebende Achmed Sakajew.
Am 18. Oktober 2022 erkannte die Werchowna Rada der Ukraine die Tschetschenische Republik Itschkerien als vorübergehend von Russland besetzt an und verurteilte den Völkermord am tschetschenischen Volk.

## Präsidenten
- Dschochar Dudajew (1991–1996)
- Selimchan Jandarbijew (1996–1997, kommissarisch)
- Aslan Maschadow (1997–2005)
- Abdul Halim Sadulajew (2005–2006)
- Doku Umarow (2006–2007)
- Achmed Chalidowitsch Sakajew (2007–andauernd)

## Name „Itschkerien“
Die als Synonym zu Tschetschenien gebrauchte Bezeichnung des Landes als Itschkerien geht auf den turksprachigen Namen „Itsch-Geri“ zurück, der ursprünglich die südliche Bergregion des heutigen Tschetscheniens bezeichnete. Der Name ist älter als die später für die nördlich gelegene Ebene geprägte Bezeichnung „Tschetschna“.

## Sonstige Rezeption
Ein tschetschenischer Freiwilligenverband, das Dschochar-Dudajew-Bataillon, das auf Seite der Ukraine im Russisch-Ukrainischen Krieg kämpft, nutzt eine Abwandlung der itschkerischen Flagge als Erkennungszeichen. Am 22. September 2022 erklärte der Regierungschef der tschetschenischen Republik Itschkerien im Exil, Achmed Sakajew, dass außerdem vier weitere tschetschenische Bataillone auf Seiten der Ukraine kämpfen. Eines davon ist das Scheich-Mansur-Bataillon.